# Шарлоттенлунд
55°45′04″ пн. ш. 12°34′19″ сх. д. / 55.751111111111° пн. ш. 12.571944444444° сх. д.
Шарлоттенлунд — приміська зона на узбережжі на північ від Копенгагена, Данія. Це адміністративний центр муніципалітету Гентофте. Межує на сході з Ересунном, на півдні з Геллерупом і на півночі з Клампенборгом, це одна з найбагатших областей Данії. Свою назву район отримав на честь палацу Шарлоттенлунд.

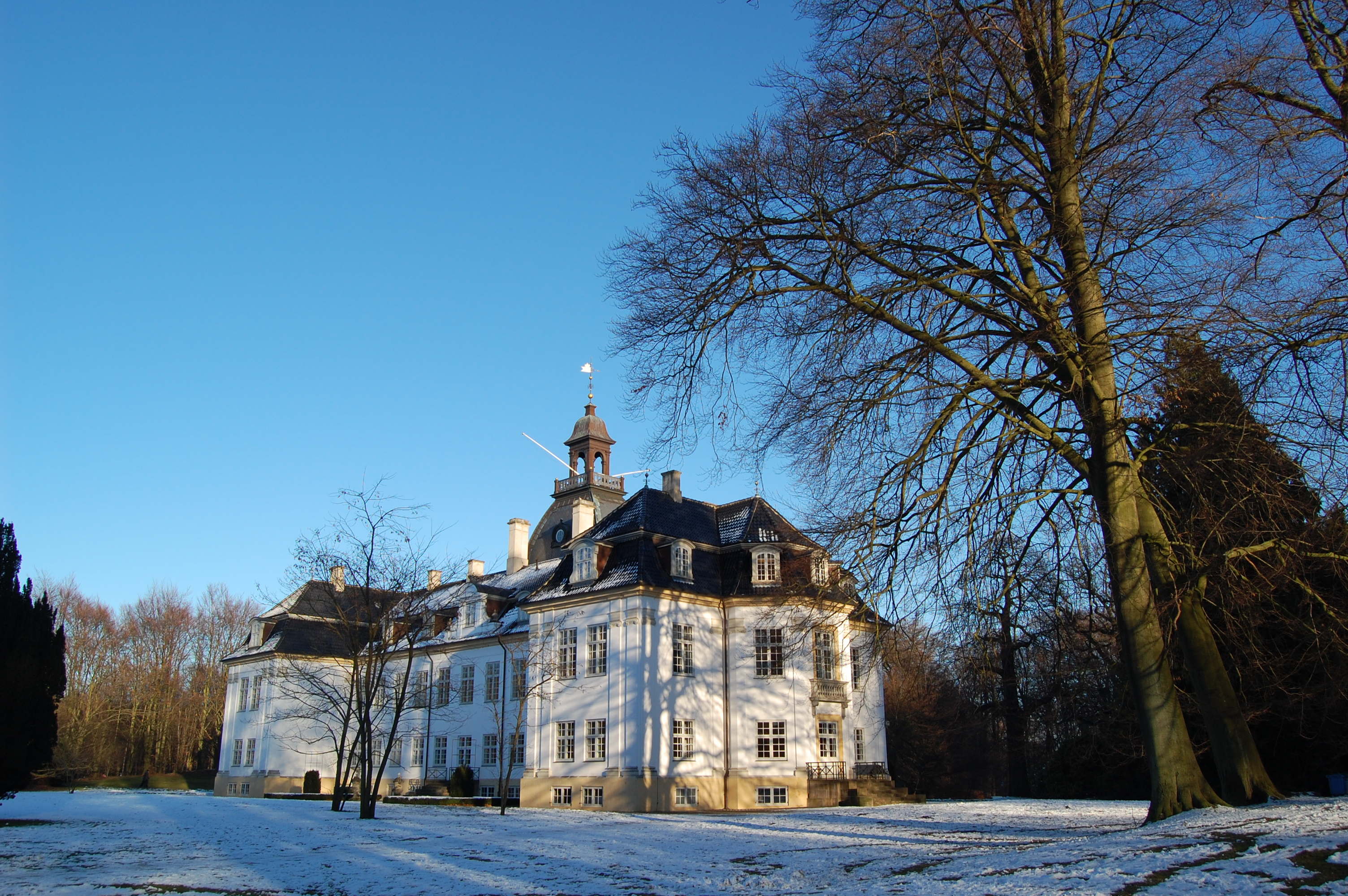
Палац Шарлоттенлунд взимку

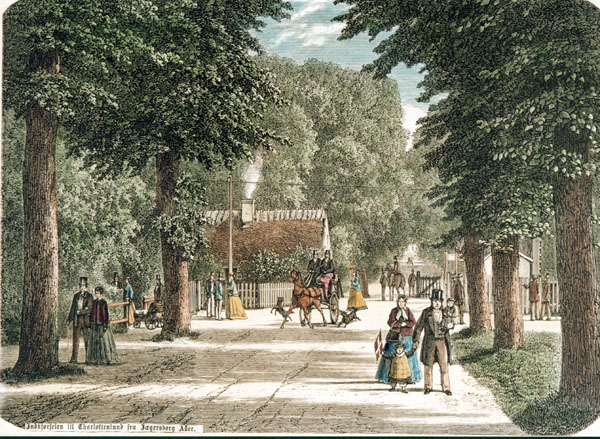
Ліс Шарлоттенлунд. Фрагмент.

## Історія
У 1733 році король Данії Кристіан VI перебудував палац Гюльденлунд, перейменувавши його в палац Шарлоттенлунд на честь своєї сестри принцеси Шарлотти Амалії.
У 19 столітті серед буржуазії Копенгагена стало популярним здійснювати екскурсії в сільську місцевість на північ від міста. Ліс Шарлоттенлунд був популярним місцем.
Поштовий індекс Шарлоттенлунда — 2920.

## Інтернет-ресурси
Вікісховище має мультимедійні дані за темою: Charlottenlund
- www.ordrupgaard.dk